# Wilber
Wilber es la mascota oficial del proyecto GIMP, un programa libre de edición gráfica.
Wilber fue creado el 25 de septiembre de 1997 por Tuomas Kuosmanen, más conocido como tigert. Hay otros desarrolladores del GIMP que han contribuido con accesorios adicionales. Pueden encontrarse en el "Wilber Construction Kit", incluido en el código fuente del GIMP dentro del archivo Wilber. Ha sido dibujado usando GIMP.
A menudo se confunde con un coyote, un zorro o un ratón, pero según su creador Wilber es simplemente una criatura llamada gimp.